# Katona László (orvos)
Katona László (Munkács, 1913. június 18. – Budapest, 1984. augusztus 16.) orvos, tüdőgyógyász, az orvostudományok kandidátusa (1962).

## Életpályája
Elemi és középiskolai tanulmányait szülővárosában végezte, majd 1937-ben a brünni Masaryk Egyetem Orvostudományi karán általános orvosi oklevelet szerzett. 1938 és 1940 között a munkácsi közkórházban dolgozott. 1942 és 1944 között a Miskolci Kórház Gyermek- és Sebészeti Osztályának kirendelt segédorvosa volt és közben többször munkaszolgálatra vitték. 1944-ben a mauthauseni koncentrációs táborba deportálták. Hazatérése után 1949-ig az Országos Korányi Tbc Intézet segédorvosaként, illetve orvos-titkáraként működött. 1948-ban megszerezte a tüdőgyógyász szakorvosi vizsgát. 1949 és 1955 között a mátraházi Állami Tüdőbeteg Gyógyintézet osztályvezető főorvosa és igazgatóhelyettese volt. 1955 és 1973 között a Belügyminisztérium (BM) Szamuely Tibor Tbc Gyógyintézete osztályvezető főorvosaként dolgozott. 1957-ben hosszabb időt töltött az NDK-ban tanulmányúton. 1962-ben A gyógyintézet szerepe a felnőttkori tüdőgümőkór kezelésében című disszertációjával elnyerte a kandidátusi fokozatot. 1973-ban rendőrorvosként, alezredesi rendfokozattal vonult nyugalomba. Ezután is aktív maradt mint szaktanácsadó az Egészségügyi Felvilágosítási Központban, a későbbi Országos Egészségnevelési Intézetben, és tudományos tanácsadóként – haláláig ennek munkatársa volt.
A tüdőbetegségek, elsősorban a tuberkulózis és a központi idegrendszer összefüggéseinek kísérletes vizsgálatával, a tbc kialakulásának pszichés okaival foglalkozott.

## Főbb művei
- A gümőkór elleni küzdelem a szocialista és a kapitalista államokban (A Népjóléti Minisztérium Szakoktatási Osztálya kiadványa. Budapest, 1950)
- A Szovjetunió tbc elleni küzdelme, intézményeinek szervezési formái és normái (Az Egészségügyi Minisztérium Egészségügyi Felvilágosítási Osztályának kiadványa. Budapest, 1952)
- Kaverna sequester esete. – Bróm alkalmazása tüdőtuberkulózisban. Ujhelyi Lászlóval. (A tuberkulózis kérdései, 1952)
- Négyéves műtéti anyag tapasztalatai. Tóth Jenővel. (A tuberkulózis kérdései, 1955)
- Tbc-szanatóriumok kultúrmunkájáról (Tbc-kongresszus. A XXX. Orvosi és I. Középkáder Tuberkulózis – Tüdőgyógyász – Nagygyűlés előadásai. Szerk. Telegdi István. Budapest, 1955)
- Isonikotinsav-hydrazid toxikus hatásának kivédése altatással (Orvosi Hetilap, 1955. 33.)
- Tudnivalók a tüdőtuberkulózisról. (Egészségügyi ismeretterjesztő füzetek. Az Egészségügyi Minisztérium Egészségügyi Felvilágosítási Osztályának kiadványa. Budapest, 1956, 2. kiadás: 1957, 3. kiadás: 1960, 5. átdolgozott kiadás: 1964)
- PAS- és INH-val szembeni túlérzékenység per es desensibilisatiója (Tuberkulózis, 1957)
- Gümőkóros betegek gyógyintézeti nevelésének néhány kérdése (A TBC-szakorvosok továbbképző tanfolyamának jegyzetei. Budapest, 1958)
- A gyakorló orvos feladatai a tuberkulózis elleni küzdelemben (A gümőkór. Budapest, 1959)
- Néhány gondolat a tüdőtuberkulózis gyógyintézeti kezeléséről (Tuberkulózis, 1959)
- Tbc. Gondozóintézeti asszisztensnők az egészségügyi felvilágosítás szolgálatában. Demény Évával. (Budapest, 1960)
- Tudnivalók a tüdőtuberkulózisról. (Az Egészségügyi Minisztérium Egészségügyi Felvilágosító Központjának kiadványa. Törődjünk egészségünkkel! Budapest, 1960)
- Tranquillizáló szerek alkalmazása a tuberkulózis klinikumában. Földes Istvánnal, Levendel Lászlóval, Pálinkás Jánossal. – Tüdőgümőkóros betegek egészségügyi felvilágosítása. (Tuberkulózis, 1960)
- A tuberkulózis megváltozott arculata (Természettudományi Közlöny, 1960)
- A gyógyintézet szerepe a felnőttkori tüdőgümőkór kezelésében. Kandidátusi értekezés. (Budapest, 1961)
- Egészségügyi felvilágosító beszélgetések a tüdőtuberkulózisról (Az Egészségügyi Minisztérium Egészségügyi Felvilágosító Központjának kiadványa. Budapest, 1962)
- Adatok a gyógyintézeti kezelés időtartamához. Papp Margittal és Tihanyi Ottóval. – A gyógyintézet iskolája. (Tuberkulózis és Tüdőbetegségek, 1962)
- A tüdőgümőkóros betegek munkába állítása. Kohajda Péterrel és Papp Margittal. (Tuberkulózis és Tüdőbetegségek, 1963)
- Az egészségügyi felvilágosítás korszerű elvei a tbc elleni küzdelemben (Népegészségügy, 1963)
- Nemzetközi együttműködés a tuberkulózis elleni küzdelemben (Természettudományi Közlöny, 1963)
- Tüdőbetegek intézeti gyógykezelése. Monográfia. (Budapest, 1965)
- Betegek egészségügyi felvilágosítása (Az Egészségnevelés Szakkönyvtára. 1. Budapest, 1967)
- Tbc-ből gyógyultak szolgálatképességének megítélése (Belügyi Szemle, 1969)
- A felnőttkori tüdőbetegségek klinikuma. Monográfia. Böszörményi Miklóssal és Schweiger Ottóval. (Budapest, 1974, 2. átdolgozott és bővített kiadás: 1980)
- Az Egészségügyi Minisztérium Egészségügyi Felvilágosító Központjának évkönyve az 1974–1976. évekre. Szerk. (Egészségügyi Felvilágosítás. Budapest, 1978)
- A betegek egészségnevelése (Az Egészségnevelés Szakkönyvtára. 10. Budapest, 1981)
- Az egészségnevelés elvi kérdései. OTKI tanfolyam jegyzete. (Egészségnevelési segédanyagok. 62. Budapest, 1982)

### Fordításai
- G. R. Rubinstejn: A tuberkulózis öröklékenységének problémái (Budapest, 1953)
- Sz. E. Nyezlin: Egészségügyi felvilágosítás a tuberkulózis elleni küzdelemben. Orvosok részére. Szerk., ford. (Módszertani segédanyagok. 3. Budapest, 1961)

## Díjai, elismerései
- Érdemes orvos (1955)
- Munka Érdemérem (1960)
- Kiváló orvos (1967)[2]
- Korányi Frigyes-emlékérem (1970)
- Pápai Páriz Ferenc-emlékérem (1982)[3]